# Tadeusz Radwański
Tadeusz Teodor Antoni Radwański (ur. 6 czerwca 1884 w Warszawie, zm. 17 września 1960 tamże) – polski dziennikarz, pisarz, działacz komunistyczny ps. Jurowski, Leon.

## Życiorys
Urodzony w rodzinie inteligenckiej. W 1900, podczas nauki w gimnazjum, wstąpił do SDKPiL. W 1901 rozpoczął studia na Wydziale Przyrodniczym Uniwersytetu Warszawskiego. W czasie rewolucji w 1905 współorganizator strajku szkolnego w Warszawie; w związku z tymi wydarzeniami od grudnia do marca 1906 aresztowany, a następnie wydalony z Uniwersytetu Warszawskiego. Studia kontynuował eksternistycznie na Uniwersytecie Odeskim, i ukończył je w 1907.
Aktywny w SDKPiL, kilkakrotnie (w 1908, 1913 i 1916) aresztowany. Uczestnik rewolucji październikowej. Naczelnik Zarządu Politycznego Zachodniej Dywizji Strzelców. W 1920 kierował Wydziałem Propagandy i Informacji w Tymczasowym Komitecie Rewolucyjnym Polski w Białymstoku, działał także jako agent kontrwywiadu Czeka. W latach 1921—22 przebywał z ramienia KPRP na Śląsku. W latach 1922–1946 przebywał na emigracji w USA, gdzie pracował jako robotnik i dziennikarz. Wstąpił do KP USA, był działaczem sekcji polskiej KP USA. W 1941 po nieudanym zabiegu utracił wzrok. Po powrocie do Polski w 1946 uzyskał pracę w Chłopskiej Drodze, a następnie w MSZ, którego urzędnikiem był w latach 1947-1954. Napisał wspomnienia, których fragment opublikowano w 1959 w kwartalniku Z Pola Walki.
Pracę w zawodzie dziennikarza rozpoczął w 1903 w Przeglądzie Tygodniowym a następnie w Głosie, w którym to pełnił przez kilka miesięcy funkcję sekretarza redakcji. Pracował później w Kurierze Porannym jako redaktor działu sprawozdań z odczytów popularnonaukowych w komunistycznym dzienniku Prawda w Gliwicach
W 1955 za udział w rewolucji 1905 odznaczony został Orderem Sztandaru Pracy II klasy.
W 1920 opublikował broszurę Prawda o wojnie Polski z Rosją Sowiecką: o co walczy Polska? O co walczy Armja Czerwona? Tłumaczył na język polski twórczość Diemjana Biednego.